# Kaat Hannes
Kaat Hannes, née le 21 novembre 1991 à Herentals, est une coureuse cycliste belge. Membre de la formation Doltcini-Van Eyck Sport, elle met un terme à sa carrière à l’issue de la saison 2020.

## Biographie
Elle habite à Wechelderzande. 
En 2016, elle devient championne de Belgique sur route. L'arrivée se dispute en sprint montant. Le peloton évolue à faible allure, Kaat Hannes surprend alors les favorites Jolien D'Hoore et Lotte Kopecky en lançant le sprint. Elle n'est plus rejointe.

## Palmarès sur route
- 2008
  - 3e du championnat de Belgique sur route juniors
- 2009
  - 2e du championnat de Belgique du contre-la-montre juniors
- 2013
  - 10e du championnat d'Europe sur route espoirs
- 2014
  -  Championne de Belgique sur route militaire
- 2016
  -  Championne de Belgique sur route
- 2018
  - 5e étape de la Gracia Orlová
  - 7e du championnat d'Europe sur route
- 2019
  - 2e du Grand Prix de Fourmies

### Classements mondiaux
| Année                                 | 2011 | 2012 | 2013 | 2014 | 2015 | 2016 | 2017 | 2018 | 2019 |
| ------------------------------------- | ---- | ---- | ---- | ---- | ---- | ---- | ---- | ---- | ---- |
| Classement UCI                        | 214e | 155e | 144e | 233e | 157e | 173e | 164e | 90e  | 195e |
| UCI World Tour                        |      |      |      |      |      | nc   | 200e | nc   | nc   |
|                                       |      |      |      |      |      |      |      |      |      |
| Légende : nc = non classéSource : UCI |      |      |      |      |      |      |      |      |      |

## Palmarès en VTT
- 2014
  -  Championne de Belgique militaire